# Quitaraju
Il Quitaraju (quechua Kitarahu) è una montagna della Cordillera Blanca, in Perù, nel dipartimento di Ancash.

## Aspetto fisico
Il Quitaraju (6.040 m), al pari di altre montagne come il Santa Cruz, il Taulliraju, i Pucajircas e l'Alpamayo, fa parte del massiccio montuoso chiamato Macizo de Santa Cruz, ubicato nella parte settentrionale della catena montuosa. Pur essendo conosciuto soprattutto dal suo lato nord, è una montagna che nasconde impressionanti pareti nascoste, come la ovest o la sud, visibile solo dalla Laguna Jatuncocha.

## Origine del nome
Il nome deriva dalle parole quechua quita (diga) e raju (montagna innevata). Il nome della montagna significa dunque “montagna innevata che funge da diga”.

## Alpinismo
La prima salita della montagna risale al 17 luglio 1936, quando Arnold Awerzger ed Erwin Schneider la raggiunsero dalla cresta ovest. Nel 1964 Cotter, McKay e Nelson aprirono sulla parete nord quella che oggi è una delle vie più ripetute di tutta la Cordillera Blanca. La parete ovest-nordovest è stata vinta il 7 luglio 1976 da Rob Gilbert e Peter Kelemen, mentre la parete sud ha dovuto aspettare il 4 luglio 1986 per essere vinta dagli sloveni Slavko Svetičič e Žarko Trušnovec.